# Bob Wise
Robert Ellsworth "Bob" Wise Jr., född 6 januari 1948 i Washington, D.C., är en amerikansk politiker (demokrat). Han var ledamot av USA:s representanthus 1983–2001 och West Virginias guvernör 2001–2005.
Wise efterträdde 2001 Cecil H. Underwood som guvernör och efterträddes 2005 av Joe Manchin.